# Bucanetes githagineus
El camachuelo trompetero (Bucanetes githagineus) es una especie de ave paseriforme de la familia Fringillidae propia del Norte de África, Oriente medio y el sureste de la península ibérica. Era el único representante del género Bucanetes hasta 2012, cuando se incluyó en el género al camachuelo mongol.

## Descripción
Es un pájaro pequeño, que mide unos 12 cm de largo. Por su aspecto parece un pinzón algo rechoncho de plumaje gris uniforme, el cual se vuelve de un tono anaranjado en los machos durante la época reproductora. Se caracteriza por el pico corto y fuerte, de color anaranjado, apto para romper semillas duras, aunque también come otras partes de las plantas e incluso insectos.
La puesta suele ser de cuatro a seis huevos en primavera y la incubación sólo dura dos semanas. Otras dos semanas más tarde, los polluelos abandonan el nido.
El nombre le viene del canto, muy distinto al de los demás pájaros, que consiste en una nota estridente con un timbre metálico que recuerda una trompeta de juguete.

## Hábitat
Es común desde Turquía y el mar Rojo hasta las islas Canarias, siempre en zonas áridas y abiertas. Procedente del norte de África, se cita por primera vez en la península ibérica como invernante en 1969 en Almería y nidifica desde 1972 en esa misma provincia, desde donde se ha ido extendiendo por la costa mediterránea hasta el delta del Ebro, presumiblemente a causa del aumento de la desertificación que "crea" hábitats propicios para la especie.
Según estudio del CSIC, la expansión del ave hacia el norte se considera una señal del cambio climático, ya que su hábitat natural es el desierto y zonas adyacentes, incluyendo estepas y roquedos. Debido a que durante su avance ocupa zonas límite, la mortalidad de los polluelos es muy alta y en invierno disminuye notablemente.

## Taxonomía
Existen cuatro subespecies:

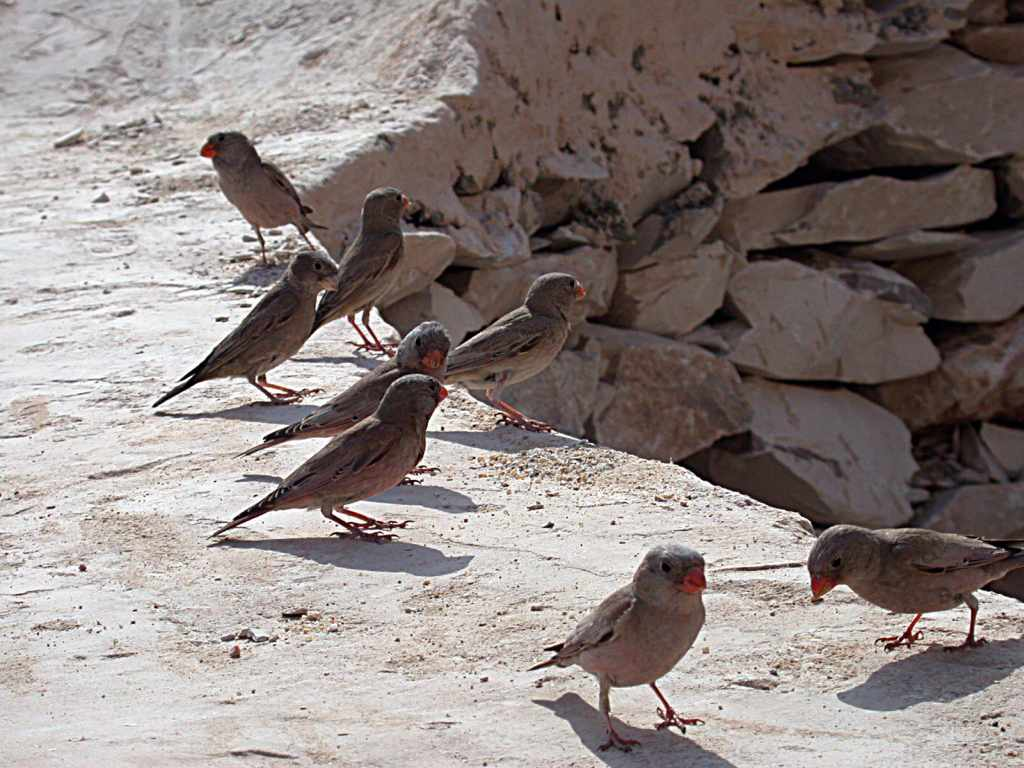
Grupo de camachuelos trompeteros.

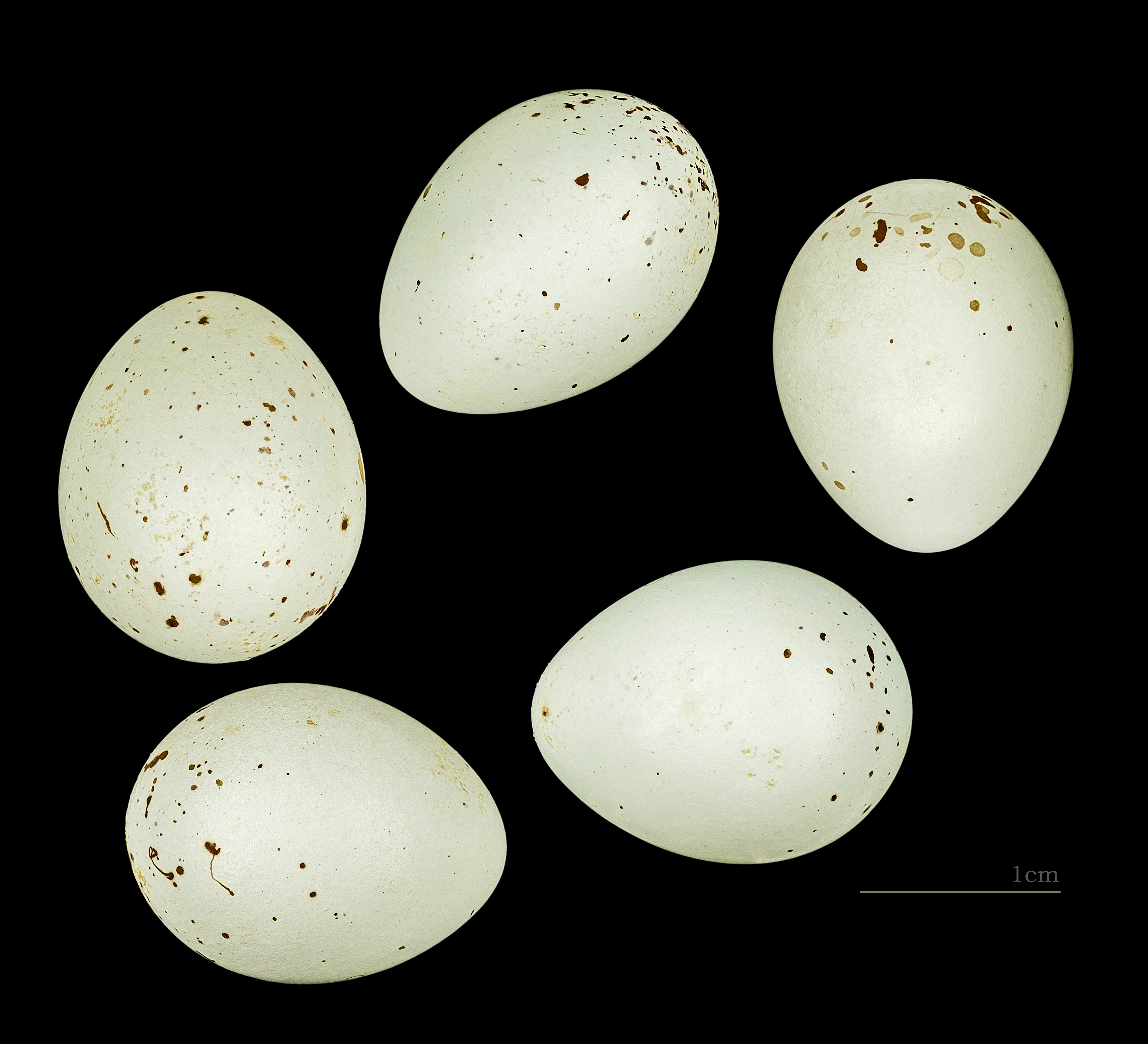
Huevos de Bucanetes githagineus amantum, Fuerteventura.

- Bucanetes githagineus zedlitzi: es la subespecie del camachuelo trompetero ibérico, que también habita desde Mauritania a Marruecos, Túnez y Argelia.
- Bucanetes githagineus amantum: la subespecie del camachuelo trompetero canario.
- Bucanetes githagineus crassirostris: habita desde Israel a Arabia, Iraq, Irán, Afganistán y Paquistán.
- Bucanetes githagineus githagineus: habita en el sur de Egipto y en el norte de Sudán.

En cuanto al nombre del género, desde la clasificación de Sibley y Monroe de 1990 y 1993, basada en la hibridación DNA-DNA los términos Rhodopechys y Bucanetes son sinónimos.
Esta especie se ha incluido con marcadores genéticos en el grupo de aves "Carduelinae" de zonas áridas, la cual incluye las siguientes especies y subespecies: Leucosticte arctoa tephrocotis, Leucosticte arctoa arctoa, Carpodacus nipalensis,
Rhodopechys githaginea, Rhodopechys mongolica.

## Conservación
El camachuelo trompetero está considerado especie amenazada en la península ibérica por el Real Decreto 439/1990 de 30 de marzo, se está expandiendo por la península debido a la desertificación. En su Informe de Medio Ambiente 2004, la Junta de Andalucía también lo considera especie amenazada[cita requerida].

## Nombres vulgares
En Canarias (España), en general, se le conoce popularmente como pájaro moro.  En concreto, en la isla de Fuerteventura, se le conoce con términos como "Alburrión", "camachuelo trompetero", "gorrión", "pájaro moro", "pájaro piano", "pispo" o incluso "palmero" .